# كاترين آيرتس
كاترين آيرتس هي متزحلقة بلجيكية، ولدت في 15 مارس 1976 في Geel ‏ في بلجيكا.

## وصلات خارجية
- كاترين آيرتس على موقع الاتحاد الدولي للتزلج (التزلج على المنحدرات الثلجية) (الإنجليزية)
- كاترين آيرتس على موقع الاتحاد الدولي للتزلج (التزلج الحر) (الإنجليزية)
- كاترين آيرتس على موقع أوليمبيديا (الإنجليزية)